# Driel
Driel is een dorp in de gemeente Overbetuwe in Gelderland met 4.385 inwoners. Het ligt ten zuidwesten van Arnhem aan de zuidelijke Rijnoever.
Driel staat internationaal bekend om de Slag om Arnhem. In de Tweede Wereldoorlog speelde de plaats een belangrijke bijrol vanwege de luchtlanding en veldslag van de geallieerde troepen in september 1944, als onderdeel van Operatie Market Garden.

## Geschiedenis
In de Romeinse tijd was er bij Driel een Romeins castellum. Dit lag vermoedelijk in het gebied dat nu de Baarskamp heet. Driel lag destijds aan de limes; de grens van het Romeinse Rijk.
In 1127 was er sprake van een mansus. In diezelfde eeuw werd Driel ook genoemd op een inkomstenlijst van de kerk van Gendt.
In de omgeving van Driel stonden enkele middeleeuwse kastelen, zoals de Oldenhof en het huis Vredestein.

### Reformatie
In 1559, tijdens de reformatie, kwam de hagenprediker Rijckholt Schwartszmuyl in Driel tijdens de traditionele kermis in september. Hij werd vervolgens in het Ambtshuis te Elst door de Spaanse inquisiteur tot de dood door ophanging veroordeeld. Mede hierdoor bleven Driel en de meeste andere Betuwse dorpen ten oosten van Driel overwegend katholiek. De protestantse minderheid in Driel kreeg echter wel de beschikking over de dorpskerk. Deze kerk werd al in de veertiende eeuw gebouwd en staat op de monumentenlijst. Uitoefening van de katholieke godsdienst was in de regio na de reformatie lange tijd verboden. De meeste dorpen ten westen van Driel, zoals Heteren zijn hierdoor overwegend protestant geworden, waardoor er, volgens sommigen, een religieuze grens ten westen van Driel ligt.

### Tweede Wereldoorlog[bron?]
In Driel was weinig te merken van de Tweede Wereldoorlog tot september 1944. Op 21 september 1944 werd Driel bevrijd door de Poolse 1e Onafhankelijke Parachutistenbrigade onder leiding van Stanisław Sosabowski. De brigade was bij Driel geland om in het kader van de Slag om Arnhem de Rijnbrug bij Arnhem vanuit het zuiden te veroveren. Er vielen in die dagen twee burgerslachtoffers. Riet de Leeuw (1927-1944) werd op 23 september door een granaat getroffen en overleed in een kelder. Ze werd begraven op de protestantse begraafplaats. Jan Kosman, vader van Johan Kosman, die op 11 mei bij de Grebbeberg sneuvelde, werd ook, net als zijn vrouw, door een granaat getroffen. Hij overleed meteen, zijn vrouw zes maanden later. Na Market Garden vielen nog enkele Drielenaren, vooral door ongevallen (mijnen, boobytraps).
Veel huizen in Driel waren zwaar beschadigd. De katholieke kerk werd verwoest en in 1951 herbouwd. Daarmee is deze architectonisch een typisch naoorlogs kerkgebouw.
Monumenten
- Op de buitenmuur van de katholieke kerk is een zwarte leistenen plaquette bevestigd met een witte tekst:

TO COMMEMORATE THE DASH TO DRIEL ON THE EVENING OF 22ND SEPTEMBER 1944
IN THEIR ATTEMPT TO RELIEVE THE 1ST AIRBORNE DIVISION AT ARNHEM

- Engineers-monument, gemaakt van Portugees graniet, onthuld in 1988, ter herinnering aan de Britse en Canadese geniesoldaten, 25/26 september 1944.
- Polenmonument op het Polenplein; in de sokkel wordt een urn met Poolse aarde bewaard. naast het betonnen element staat een kind dat de herrijzende jeugd verbeeldt. Beeldhouwer was Jan Vlasboom uit Rotterdam.
- Monument voor generaal Stanisław Sosabowski, ook op het Polenplein, werd gemaakt door Vivian Mallock en opnieuw onthuld op 17 september 2006. Op 16 september 1961 werd het monument de eerste keer onthuld. Bij die onthulling werd door het jongenskoor o.l.v. Meester van Rooyen het Poolse lied 'Piękna Nasza Polska Cała' gezongen.
- Monument voor het 7e bataljon van het The Hampshire Regiment, onthuld op 4 mei 1988. Het monument is een ontwerp van Hampshire-veteraan Charles Reeves. Op de voorkant van het monument staat:

7TH BATTALION THE HAMPSHIRE REGIMENT

WHO GAVE THEIR LIVES FOR THE CAUSE OF

FREEDOM IN THIS AREA

Daaronder staat de "ROLL OF HONOR" met de namen van 42 gesneuvelde mannen van het bataljon.
- De lokale voetbalclub, RKSV Driel, eert nog steeds de Poolse bevrijders; de clubkleuren zijn, net als de kleuren van de Poolse vlag, rood en wit; daarnaast is een parachute in het logo verwerkt.[6]

In 2014 kwam de Poolse president Komorowski naar Driel om de 70ste herdenking van de bevrijding bij te wonen met koning Willem-Alexander, 24 veteranen en veel familieleden en belangstellenden.

### Polentocht
Vanuit Driel wordt sinds het jaar 2009 de Polentocht georganiseerd. Deze wandeltocht vindt steeds op de tweede zaterdag in september plaats en kent zowel kortere als langere afstanden. Na afloop ontvangen de wandelaars een medaille met de beeltenis van generaal-majoor Sosabowski aan een wit-rood lint, de kleuren van de Poolse vlag. Bij de vijfde deelname werd een medaille met de afbeelding van Cora Baltussen, een lokale verzetsheldin, uitgereikt. De tocht werd sinds de jaren 50 georganiseerd onder de naam Poolse Parachutisten Wandeltocht. Er werd aan de wandelaars een medaille uitgereikt met de afbeelding van parachutes aan een wit-blauw lint, de kleuren van Driel. Wegens het groeiend antimilitarisme in de jaren 60 hield de tocht toen op te bestaan maar wordt dus sinds 2009 weer georganiseerd.

### Naoorlogs Driel
De Oldenhof, aan de westkant van Driel, is een woonwijk die in de jaren zeventig werd gebouwd. Vroeger was het een landgoed dat al voor 1400 bestond en toen 'het goet te Driel' genoemd werd en later 'de Oldenhof'. De statige buitenplaats De Oldenhof werd midden 19e eeuw in de zomermaanden bewoond door de Arnhemse tabaksmagnaat Alexander Cremer en zijn gezin. De zoon Jacob Jan Cremer (1827-1880) werd later de schrijver van de toen veelgelezen Over-Betuwsche novellen in de streektaal, die zich afspelen in en rond Driel. In 1870 werd dit huis gesloopt. Cremer noemt vele locaties in Driel, waaronder boerderij 'Het Uiversnest', in zijn novellen.
De Kerkstraat, in het centrum van Driel, is een van de drukkere straten. In deze straat zijn een aantal zelfstandige ondernemers gevestigd. Bij de aanpassingen daar in de jaren negentig is het oude klooster afgebroken. Op deze plaats staat nu een supermarkt.
Een bezienswaardigheid is het stuwcomplex in de Rijn. Een Drielse tennisclub, TV De Stuw, is naar deze stuw vernoemd.
Op 19 september 2009 bezochten premier Jan Peter Balkenende en zijn Poolse ambtsgenoot Donald Tusk Driel in het kader van de vijfenzestigste herdenking van Operatie Market Garden. Verder bezocht Zijne Majesteit Koning Willem-Alexander Driel in 2014. Dit ter ere van de 70-jarige herdenking van Operatie Market Garden.
Van 2006 tot 2018 werd De Breekenhof, een nieuwbouwwijk ten zuiden van Driel ontwikkeld.

## Onderwijs
Er zijn in Driel twee basisscholen:
- De Kameleon - Openbaar en Katholiek
- De Meeuwenberg - Protestant

Driel kent tevens één middelbare school:
- Voortgezet Onderwijs (VO) De Vallei - Democratisch onderwijs

## Geboren in Driel
- Paul Heinrich Christiaan Heitinga (1833-1891), politicus en burgemeester
- Cora Baltussen (1912-2005), verpleegster tijdens de Slag om Arnhem
- Emiel de Wild (1978), kinderboekenschrijver, docent drama en toneelregisseur

## Woonachtig geweest in Driel
- Jacob Jan Cremer (1827-1880), schrijver
- Loiza Lamers (1995), Model en presentatrice

## Galerij

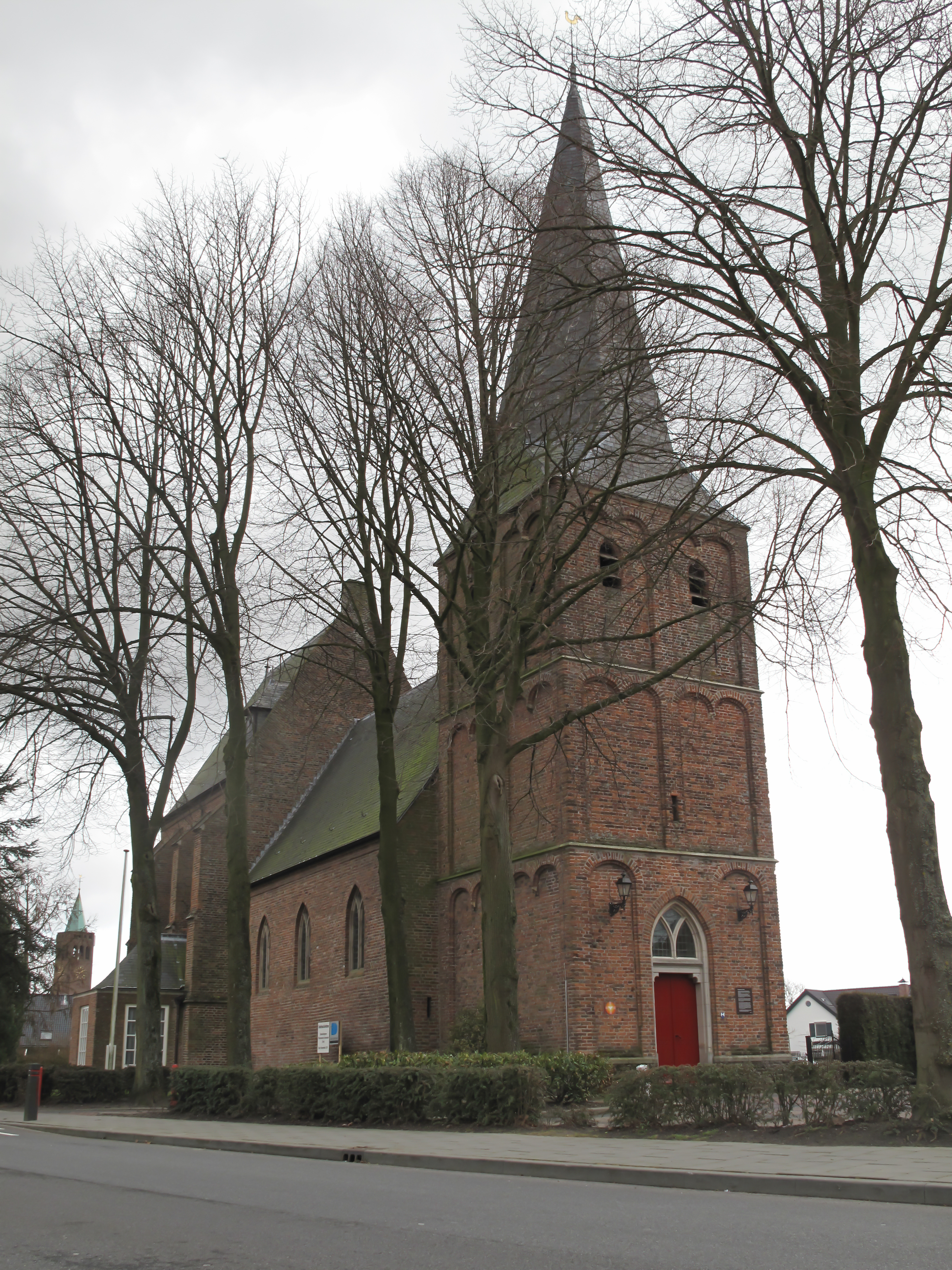
Driel, de Nederlands Hervormde kerk
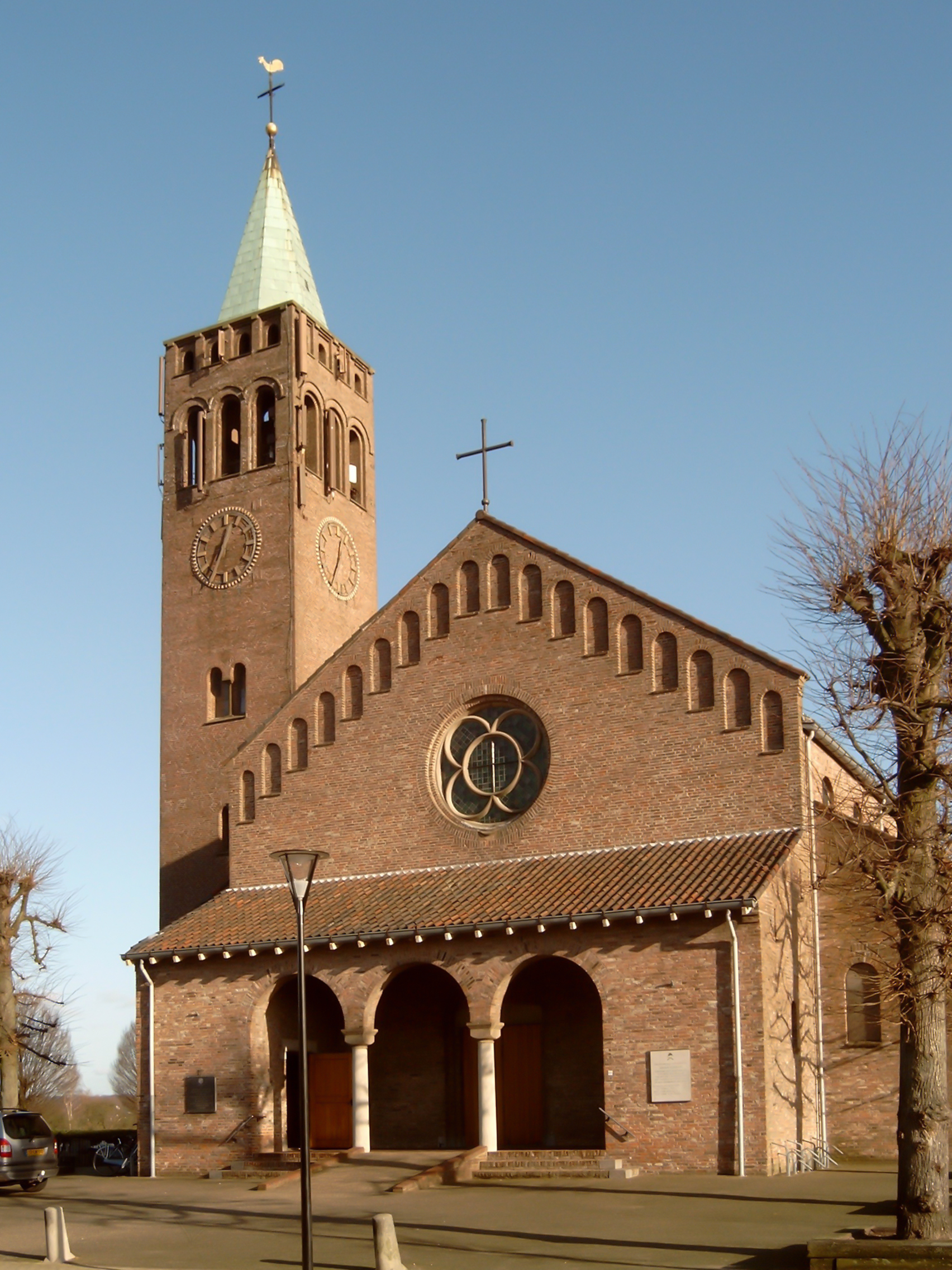
Rooms-katholieke kerk op het Polenplein
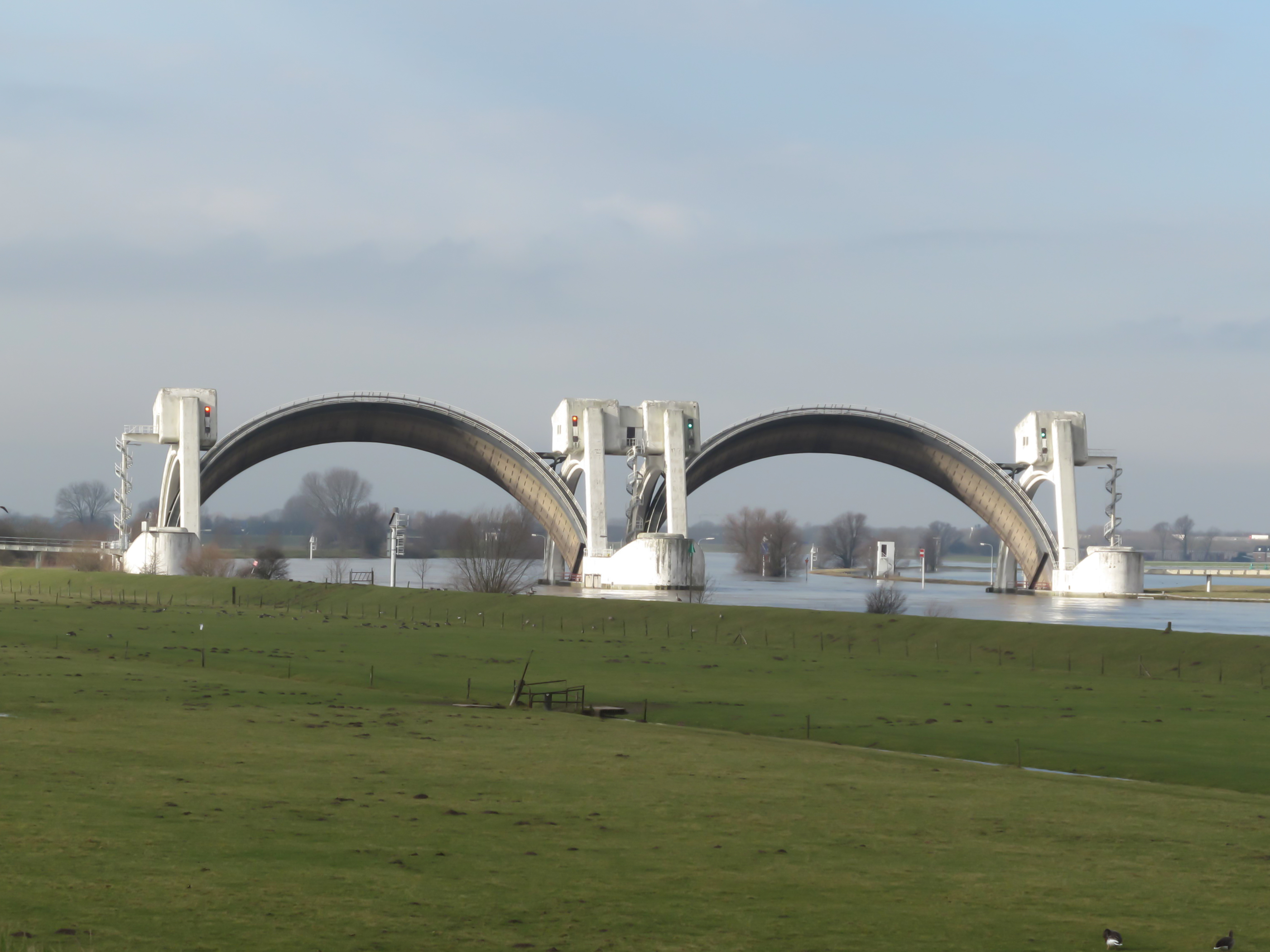
De stuw
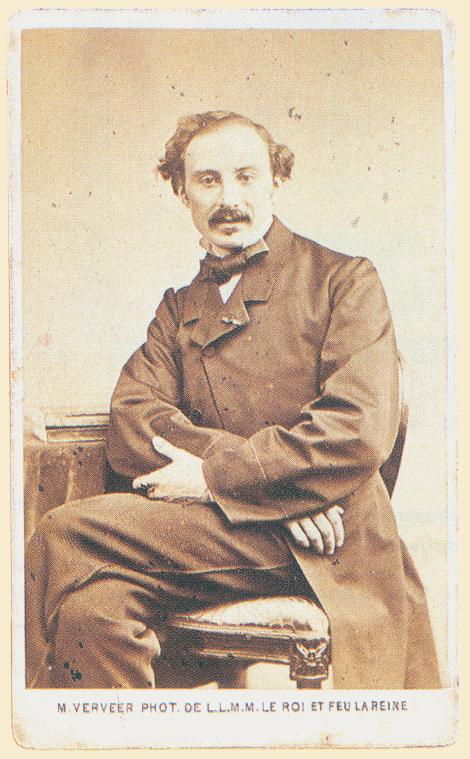
Jacob Jan Cremer, schrijver en voormalig inwoner van Driel
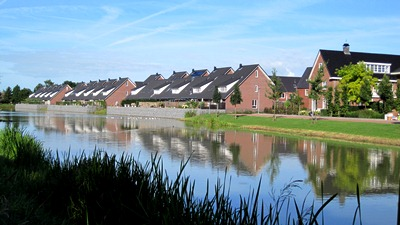
De Breekenhof
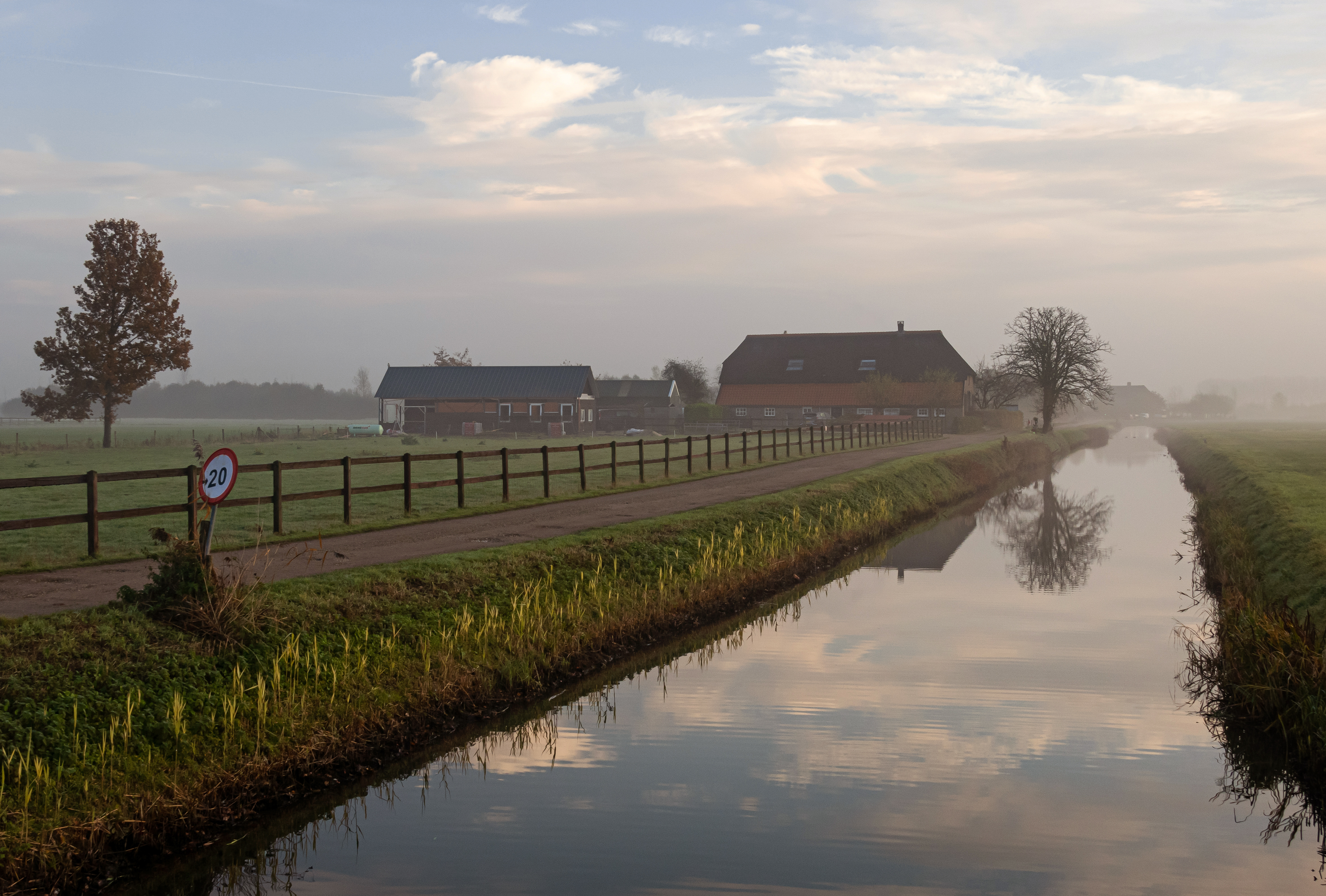
De Eldense Zeeg vanaf de Uilenburgsestraat
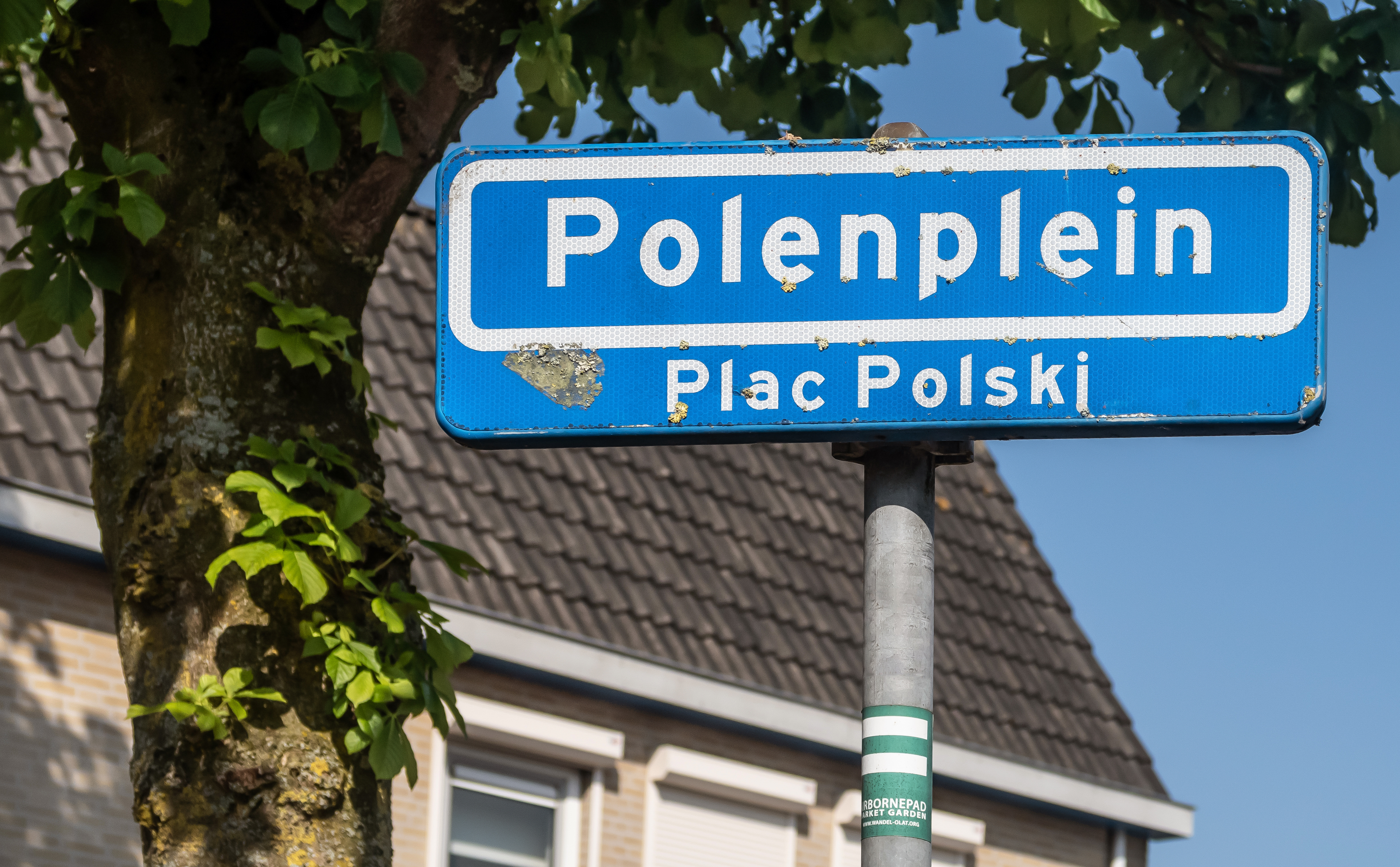
Het straatnaambord Plac Polski
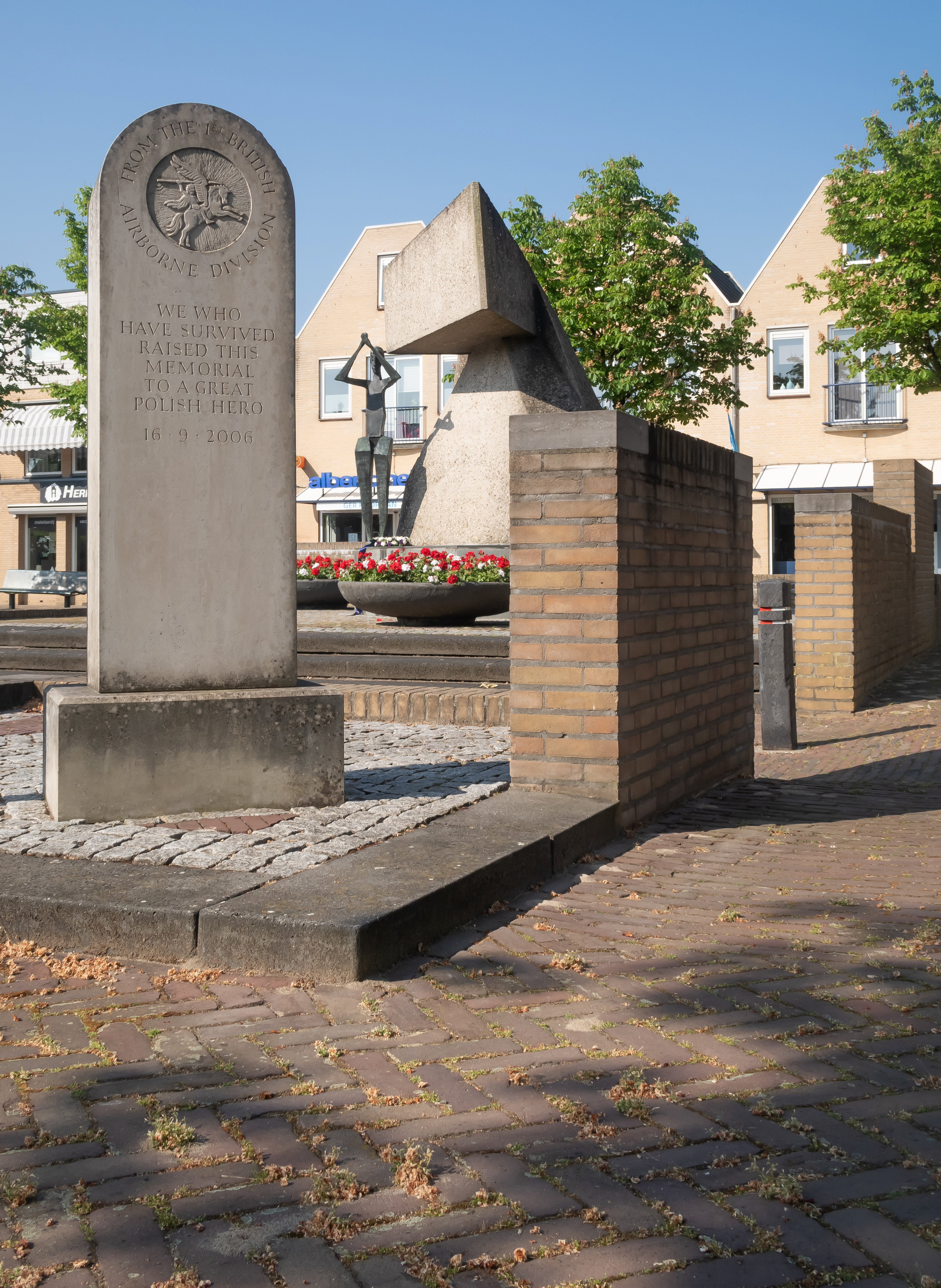
Het Polenmonument
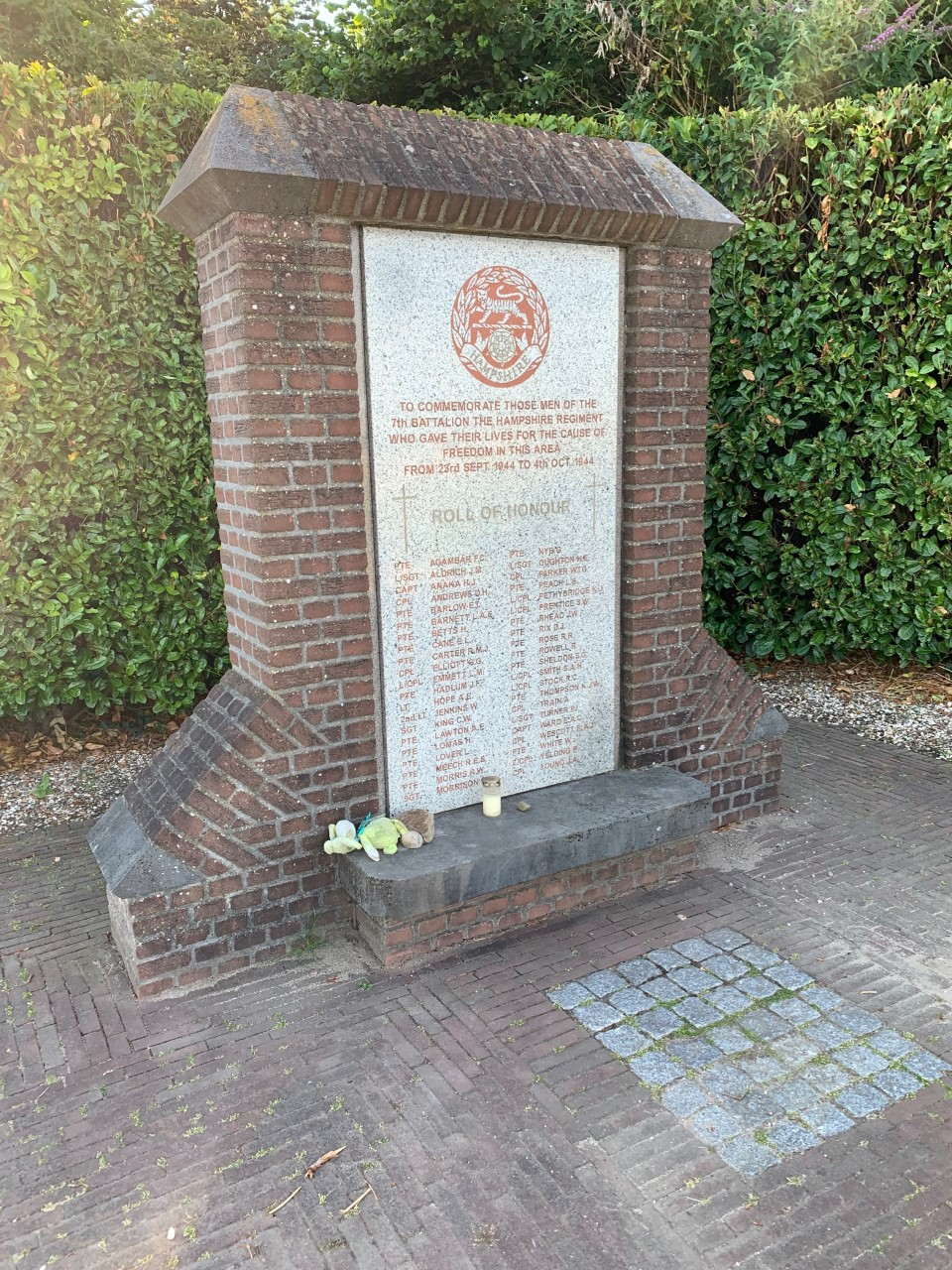
Het Hampshires monument